# Gantimur
Gantimur (russisch Гантимур; * 1610 an der Nertscha nicht weit vom späteren Ostrog Nertschinsk; † 1685 in Narym) war ein Anführer eines Konglomerats von Stämmen der transbaikalischen Ewenken und Dauren.

## Leben
Gantimur gehörte zum Stamm Bajagir. Sein Vater Alak Batur-Khan (Narin-Khan) war der Herrscher der transbaikalischen Ewenken- und Dauren-Stämme. Gantimur gehörte zur Mandschu-Aristokratie und erhielt ein Jahresgehalt.
Nach der Umsiedlung der Reiter-Ewenken vom Amur und Osten Transbaikaliens in die Mandschurei und an die westlichen Grenzen des Kaiserreichs China lebte Gantimur in der Region Barga in der Inneren Mongolei und führte eine Einheit der chinesischen Armee. Er war ein erfahrener Krieger und hervorragender militärischer Führer. Er hatte 9 Frauen und mehr als 30 Söhne.
1667 sollte eine Abteilung der chinesischen Mandschu-Armee unter der Führung Gantimurs den russischen Ostrog Kumarsk auf einer Insel im Amur nahe der Mündung des Huma He in den Amur zerstören, den Onufri Stepanow mit Kosaken 1654 in der Nachfolge Jerofei Chabarows gegründet hatte. Stattdessen beschlossen Gantimur und weitere Anführer von etwa 8000 Reiter-Ewenken, in ihre Heimat bei Nertschinsk zurückzukehren und dort die russische Staatsbürgerschaft anzunehmen, um ein besseres Leben in der Heimat führen zu können. Dadurch wurden Transbaikalien und das Land am Amur dem russischen Einfluss geöffnet.
Im April 1670 forderte ein chinesischer Gesandter den Nertschinsker Woiwoden Daniil Arschinski auf, den Fürsten Gantimur auszuliefern. Darauf schickte Arschinski den Desjatnik Ignati Milowanow mit einigen Kosaken mit einem Brief an den chinesischen Kaiser Kangxi nach Peking. In dem Brief wurde die Tributpflicht des Kaisers gegenüber dem russischen Zaren Alexei eingefordert. Gantimur könne wegen seines Alters, seiner Erkrankung und der fehlenden Entscheidung des Zaren nicht ausgeliefert werden.
In Nertschinsk ließ sich Gantimur mit seinem ältesten Sohn Katanai 1684 russisch-orthodox taufen. Ihre Taufnamen waren Peter und Paul. Darauf machte sich Gantimur sogleich mit seinen Söhnen Katanai und Tschekulai auf den Weg nach Moskau, wobei Moliwanow sie begleitete. Gantimur starb unterwegs 1685 und wurde in Narym begraben.
Katanai und Tschekulai wurden in Moskau von der russischen Regierung ehrenvoll empfangen. Mit Ukas vom März 1685 wurde Katanai in den Russischen Adel aufgenommen. Er und seine Nachkommen erhielten den Fürsten-Titel und wurden von der Kronenzobel-Steuerpflicht befreit. Ihnen wurde ein besonderes Gehalt gewährt. 1686 bestätigten die Zaren Iwan V. und Peter I. mit einem Ukas den Fürstenstand der Familie Gantimurow.
Nachkommen Gantimurs sind der sowjetisch-russische Astrologe Pawel Globa (* 1953) und Miss Russland 2011 Natalja Gantimurowa.
Das Amur-Oblast-Museum in Blagoweschtschensk zeigt Gantimurs Reflexbogen mongolischen Typs.